# Pierre Boilley
Pierre Boilley est un historien français, professeur à l'université Paris-1 Panthéon-Sorbonne, spécialiste de l'Afrique subsaharienne contemporaine, du Sahara et des Touaregs. Il a été directeur du laboratoire « Mutations africaines dans la longue durée » (MALD) du Centre d'études des mondes africains (CEMAf) et de l'Institut des mondes africains (IMAF).

## Biographie

### Jeunesse et formation
Pierre Boilley est né en 1956, d'un père comptable et d'une mère infirmière. Après avoir passé toute sa scolarité secondaire au lycée Carnot, il obtient un baccalauréat scientifique en 1974 et s'inscrit en biologie à Jussieu. Déçu par les enseignements proposés, il décide la même année de se réorienter dans des études d'histoire à l'université de Nanterre.
Il obtient un DEUG dans cette discipline en 1976, puis effectue en 1978 sous la direction de Philippe Vigier un mémoire de maîtrise en histoire contemporaine consacré au quotidien utopiste La Démocratie pacifique. À la fin de ses études, il entreprend de rejoindre des amis dans l’ascension du Kilimandjaro, après une longue traversée de l’Afrique qui lui fait découvrir une passion pour le continent.
Au retour de son voyage, il prépare un CAP de mécanicien automobile et suit en parallèle des cours de tamashaq à l’INALCO pour préparer un certificat de langue berbère. Son objectif est alors d'être autonome dans ses déplacements et sa communication, afin de préparer une deuxième traversée saharienne à bord d’une Peugeot 404 qu’il a acheté spécialement pour l’occasion. Il effectue par la suite de nombreux voyages en Afrique saharienne et sahélienne, qui viennent renforcer sa connaissance des cultures locales.

### Parcours universitaire
De nouveau de retour en France, il enseigne quelque temps dans des établissements du secondaire, et décide de poursuivre les études en histoire qu'il avait laissé inachevées. Il obtient ainsi un DEA en 1988, pendant lequel il réalise un mémoire sur l’histoire du Sahara sous la direction de Catherine Coquery-Vidrovitch.
En 1994, il soutient une thèse d'histoire contemporaine intitulée « Les Kel Adagh : Un siècle de dépendances, de la prise de Tombouctou (1893) au Pacte national (1992) », toujours sous la direction de Catherine Coquery-Vidrovitch. Il est ensuite maître de conférences à l'université Paris VII, avant d'être élu en 2001 professeur des universités à Paris-I, où il prend la direction du laboratoire « Mutation africaines dans la longues durée » (MALD). Lorsque ce dernier intègre le Centre d'études des mondes africains (CEMAf) en 2006, il en devient le directeur. Pierre Boilley est ensuite porteur de la fusion du CEMAf, du CEAf et du CHSIM, et devient directeur de l'Institut des mondes africains en 2014. Il est aussi porteur du Groupement d'intérêt scientifique (GIS) « Études africaines en France », destiné à fédérer chercheurs et centres travaillant sur l'Afrique en sciences humaines et sociales.
Historien engagé, Pierre Boilley participe ou organise plusieurs réactions à la suite du discours de Dakar de Nicolas Sarkozy. Il s'implique aussi lors du conflit dans le Nord du Mali avec de nombreuses interventions dans les médias. En outre, il intervient régulièrement dans la sphère médiatique pour promouvoir une place plus importante de l'histoire de l'Afrique dans les programmes scolaires.
Il a été membre du Comité de vigilance face aux usages publics de l'histoire.

## Publications
- Pierre Boilley, Edmond Bernus, Jean Clauzel, Jean-Louis Triaud (dir.), Nomades et commandants : administration et sociétés nomades dans l'ancienne A.O.F., Paris, Karthala, 1993.
- Pierre Boilley, Les Touaregs Kel Adagh : dépendances et révoltes : du Soudan français au Mali contemporain, Paris, Karthala, 1999.
- Pierre Boilley, Amidou Mariko, Mémoires d’un crocodile. Du sujet français au citoyen malien, Bamako, Éditions Donniya, 2001.
- Pierre Boilley, Jean-Pierre Chrétien, Achille Mbembe, Ibrahima Thioub, L'Afrique de Sarkozy : un déni d'histoire, Paris, Karthala, 2008.
- Pierre Boilley, Jean-Pierre Chrétien, Histoire de l’Afrique ancienne VIIIe-XVIe siècle, Paris, La Documentation française, no 8075, mai-juin 2010.
- Pierre Boilley, Devenir historien de l'Afrique grâce à un C.A.P. de mécanique auto, Paris, Karthala, 2022.